# (3805) Goldreich
(3805) Goldreich est un astéroïde de la ceinture principale.

## Description
(3805) Goldreich est un astéroïde de la ceinture principale. Il fut découvert le 28 février 1981 à Siding Spring par Schelte J. Bus. Il présente une orbite caractérisée par un demi-grand axe de 2,69 UA, une excentricité de 0,19 et une inclinaison de 11,8° par rapport à l'écliptique.

## Compléments